# Rafael Baena (balonmanista)
Rafael Baena González (Estepa, Sevilla, 7 de noviembre de 1982) es un jugador de balonmano español. Juega en la demarcación de pivote aunque suele jugar únicamente en ataque. Actualmente milita en las filas del Club Balonmano Los Dólmenes de la División de Honor Plata e imparte clases como profesor de Ciencias del Deporte en la Universidad de Osuna.
Ha estado vinculado al balonmano desde su infancia. Su primer contacto con esta disciplina deportiva fue en su localidad natal, formándose en el Club Balonmano Estepa. De ahí su trayectoria ha crecido en madurez, desde que decidiese profesionalizarse en este deporte. En sus inicios ha formado parte de las plantillas de equipos como Balonmano Dos Hermanas, cuando éste jugaba en la conocida como Primera Nacional y por el ARS Palma del Río de División de Honor Plata.
En la temporada 2008/09 debutó en la Liga ASOBAL tras varios años en el ARS Palma del Río. Para finales de la temporada, logró colocarse entre los 10 máximos goleadores de la Liga ASOBAL.
En la temporada 2010/11 y tras un gran año en las filas del Balonmano Antequera, en la que se proclamó máximo goleador de la Liga Asobal, Rafa Baena se compromete con el Ademar de León para las próximas 3 temporadas. Sin embargo por problemas económicos y tras una sola temporada en León, la temporada 2011/12, rescinde su contrato y se marcha al Union Sportive Créteil HandBall de la Ligue Nationale de Handball de Francia.
En la temporada 2014/15 juega en el equipo pontanés de Ángel Ximenez. 
Tras la gran temporada realizada en el Ángel Ximénez  (siendo el 2º máximo goleador del equipo y el 11º de toda la liga) es fichado por el conjunto alemán Rhein-Neckar Löwen, ganando con este equipo la bundesliga alemana en los años 2016 y 2017, la Supercopa alemana en los años 2016 y 2017 y la Copa alemana en el año 2018.
El 10 de mayo del 2023 anunció su retirada del deporte en activo como jugador, tras 27 años en las pistas de balonmano.

## Jugador de la selección española de balonmano
Rafa Baena ha formado parte de la Selección Española de Balonmano en diferentes ocasiones, tanto en partidos clasificatorios, partidos oficiales como en partidos amistosos. Su trayectoria con la Selección ha ido creciendo a medida que su reputación de jugador estable y pilar del equipo. 
Su debut se produce en la temporada 2009/10,  cuando es convocado por el Seleccionador Nacional de entonces, Valero Rivera, para disputar el partido amistoso entre España y Francia el 1 de noviembre de 2009.
Además, tras la lesión de Rubén Garabaya es nuevamente convocado por la selección española para disputar el Pre-Europeo de Balonmano 2012.
La última de ellas fue en la XII edición del Campeonato Europeo de Balonmano Masculino de 2016, en la que España se enfrentó a la Selección de Alemania, con un resultado de 24-17 para Alemania, proclamándose España por tanto subcampeones de Europa.

## Equipos
- Club Balonmano Estepa (1996-2002)
- Balonmano Dos Hermanas (2002-2003)
- ARS Palma del Río (2003-2008)
- Balonmano Antequera (2008-2011)
- Reale Ademar de León (2011-2012)
- US Créteil HB (2012-2014)
- Ángel Ximenez-Puente Genil (2014-2015)
- Rhein-Neckar Löwen (2015-2018)
- Bergischer HC (2018-2020)
- Club Balonmano Los Dolmenes (junio de 2020 - septiembre de 2020)[6][7]
- Rhein-Neckar Löwen (septiembre de 2020 - diciembre de 2020)[8]
- Club Balonmano Los Dolmenes (enero de 2021 - 2023)[2]

## Estadísticas
Las estadísticas en partidos oficiales de las distintas competiciones en las que este jugador participa son las siguientes:

### Competiciones Domésticas
| Temporada                       | Equipo                      | Goles | Penalti | Total | Porcentaje Acierto |
| ------------------------------- | --------------------------- | ----- | ------- | ----- | ------------------ |
| Liga ASOBAL 2008/09             | Club Balonmano Antequera    | 77    | 21      | 98    | 98/132 (74,2%)     |
| Liga ASOBAL 2009/10             | Club Balonmano Antequera    | 123   | 24      | 147   | 147/199 (73,8%)    |
| Liga ASOBAL 2010/11             | Club Balonmano Antequera    | 128   | 50      | 178   | 178/241 (73,8%)    |
| Liga ASOBAL 2011/12             | Club Balonmano Ademar León  | 69    | 5       | 74    | 74/109 (68%)       |
| LNH 2012/2013                   | US Créteil HB               | 53    | 2       | 55    | 55/85 (64%)        |
| PRO Division 2 2013/2014        | US Créteil HB               | ?     | ?       | ?     | ?                  |
| Liga ASOBAL 2014/15             | Club Balonmano Puente Genil | 130   | 21      | 151   | 151/194 (78%)      |
| DKB HBL 2015/16                 | Rhein-Neckar Löwen          | 50    | 3       | 53    | 53/63 (84,13%)     |
| DKB HBL 2016/17                 | Rhein-Neckar Löwen          | 10    | 0       | 10    | 10/14 (71,43%)     |
| DKB HBL 2017/18                 | Rhein-Neckar Löwen          | 47    | 0       | 47    | 47/56 (83,93%)     |
| DKB HBL 2018/19                 | Bergischer HC               | 34    | 0       | 34    | 34/42 (80,95%)     |
| DKB HBL 2019/20                 | Bergischer HC               | 20    | 0       | 20    | 20/26 (76,92%)     |
| División de Honor Plata 2020/21 | Club Balonmano Los Dolmenes | 17    | ¿?      | 17    | ¿?                 |
| DKB HBL 2020/21                 | Rhein-Neckar Löwen          | 7     | -       | 7     | 7/10 (70%)         |

### Competiciones internacionales
| Temporada | Competición                 | Equipo             | Goles |
| --------- | --------------------------- | ------------------ | ----- |
| 2011/12   | Liga de Campeones de la EHF | Reale Ademar León  | 32    |
| 2015/16   | Liga de Campeones de la EHF | Rhein-Neckar Löwen | 39    |
| 2016/17   | Liga de Campeones de la EHF | Rhein-Neckar Löwen | 39    |
| 2017/18   | Liga de Campeones de la EHF | Rhein-Neckar Löwen | 37    |
| 2020/21   | Liga Europea de la EHF      | Rhein-Neckar Löwen | 2     |

## Palmarés

### Clubes
Club Balonmano Ademar León
- Subcampeón Copa ASOBAL (2011)

Rhein-Neckar Löwen
- Handball Bundesliga (DKB HBL) (2): 2016, 2017
- Subcampeón Handball Bundesliga (DKB HBL) (1): 2018
- DHB-Supercup (2): 2016, 2017
- DHB Pokal (1): 2018

### Selección nacional
- Medalla de plata en el Europeo 2016

### Consideraciones personales
- 10º Máximo Goleador de la Liga ASOBAL (2010)
- Máximo Goleador de la Liga ASOBAL (2011)[9]
- 11º Máximo Goleador de la Liga ASOBAL (2015)

## Partidos con la selección española de Balonmano
| Competición            | Partido                                                 | Resultado | Fecha      | Goles |
| ---------------------- | ------------------------------------------------------- | --------- | ---------- | ----- |
| Amistoso               | España - Francia                                        | 23-23     | 1/11/2009  | 0     |
| Amistoso               | España - Argentina                                      | 34-23     | 4/06/2011  | 2     |
| Clasif. Europeo 2012   | Lituania - [[Selección de balonmano de España\|España]] | 16-25]    | 9/06/2011  | 0     |
| Clasif. Europeo 2012   | España - Rumania                                        | 36-23     | 12/06/2011 | 4     |
| Clasif. Europeo 2014   | Macedonia - España                                      | 17-24     | 03/04/2013 | 4     |
| Clasif. Europeo 2014   | España - Macedonia                                      | 29-17     | 07/04/2013 | 1     |
| Clasif. Europeo 2016   | Austria - España                                        | 24-30     | 10/06/2015 | 3     |
| Clasif. Europeo 2016   | España - Finlandia                                      | 39-16     | 13/06/2015 | 4     |
| Torneo Int. de Polonia | Suecia - España                                         | 27-32     | 7/10/2015  | 8     |
| Torneo Int. de Polonia | Polonia - España                                        | 20-23     | 8/10/2015  | 2     |

## Campus Balonmano "Rafa Baena"
Desde el año 2011, entre junio y julio, coincidiendo con su periodo vacacional y con el apoyo del Ayuntamiento de Estepa, se celebra el Campus de Balonmano "Rafa Baena" para fomentar la práctica del balonmano entre los jóvenes entre 7 y 14 años de los pueblos que conforman la denominada Andalucía Centro. Una iniciativa que además de acercar el balonmano al público en general, tiene como filosofía el fomento de este deporte para que los niños desarrollen sus aptitudes técnicas y tácticas tanto individuales como colectivas. Es un campus de verano abierto a niños de muchas localidades: Marchena, Moriles, Aguilar de la Frontera, Lucena, Antequera, Puente Genil o Estepa.

## Reconocimiento profesional
En Estepa es muy querido y admirado, ya que el balonmano es un deporte muy popular entre los niños. Además, su trayectoria es muy seguida entre sus paisanos, y es que es el primer jugador profesional estepeño que alcanza hitos como formar parte de una Selección Nacional y hasta la fecha, el jugador estepeño que más alto ha llegado en una carrera deportiva profesional. En reconocimiento a ello le fue concedido el nombre del pabellón municipal de deportes local, que pasó a llamarse Pabellón Municipal "Rafa Baena" desde entonces. El 30 de noviembre de 2011, en Pleno Ordinario del Ilmo. Ayuntamiento de Estepa, se procedió a oficilializar el cambio de nombre del pabellón de deportes estepeño.
La final del Campeonato Europeo de 2016, en el que España disputó el partido por el título frente a Alemania se vivió con mucha intensidad, y el ayuntamiento dispuso una pantalla pública para ver el partido y animar a Rafa. A la vuelta del campeonato fue recibido por el pueblo, y la Corporación Municipal le rindió un merecido homenaje público por su medalla de plata y su título de subcampeón de Europa, acto que fue muy emotivo y en el que quedó patente el cariño que Estepa le dispensa a su deportista más importante.
Ha sido tentado por equipos nacionales e internacionales de gran nivel, y antes de marchar a Francia a las filas del Créteil, se especuló en prensa deportiva que estuvo en conversaciones bastante serias con el equipo húngaro MKB Veszprém KC.[cita requerida]